# 王浚
王 浚（おう しゅん、嘉平4年（252年） - 建興2年3月4日（314年4月4日））は、中国西晋末から五胡十六国時代の将軍・政治家。字は彭祖。并州太原郡晋陽県（現在の山西省太原市晋源区）の人。父は西晋の驃騎将軍王沈。母は趙氏。妻は崔毖 の姉妹。また、華芳（華歆の子の華炳の孫娘で、華衍の娘）を妻としたという墓誌も伝わっており、墓誌によると先に文粲（文猗の娘）・衛琇（衛瓘の弟の衛寔の娘）と結婚したが死別したという。幽州で地盤を確立し、前趙の石勒を阻んだが、晩年には晋朝を蔑ろにして自ら皇帝即位を目論んだ。

## 生涯

### 幽州に出鎮
西晋の重臣王沈の子として生まれたが、母の趙氏は出自が賤しかったので、当初は私生児として扱われて認知されなかった。泰始2年（266年）、王沈がこの世を去ると、彼に子がいなかったことから親族により後継ぎに立てられた。こうして父の爵位を継いで博陵公に封じられ、駙馬都尉に任じられた。太康元年（280年）、封国である博陵に赴任した。太康3年（282年）、洛陽に入朝して員外散騎侍郎に任じられた。元康元年（291年）、員外常侍に転任し、やがて越騎校尉・右軍将軍に移った。後に河間郡太守にも任じられたが、郡公は二千石の官位に就いてはならないという規則があったので、東中郎将に移って許昌に出鎮した。
元康9年（299年）12月、恵帝の皇后賈南風らの画策により皇太子司馬遹は許昌の宮殿に幽閉され、永康元年（300年）3月には賈南風の内意を受けた宦官の孫慮により殴殺された。この時、王浚は賈南風の謀略に関与し、殺害の手助けをしたという。その後、寧北将軍・青州刺史に任じられたが、しばらくして持節・都督幽州諸軍事・寧朔将軍に転任となり、幽州の薊城に出鎮した。
永康2年（301年）1月、趙王司馬倫が恵帝を廃して位を簒奪すると、3月に三王（斉王司馬冏・成都王司馬穎・河間王司馬顒）が司馬倫討伐を掲げて決起した。この時、王浚は兵を擁したままどちらにも与せず中立の立場を保ち、三王からの檄文も遮って幽州の将兵が義兵に参加しないようにした。司馬穎はこれを大いに不満に思い、王浚の下へ討伐軍を派遣しようと考えたが、幽州にまで出兵する余裕が無かった。4月、司馬倫が殺害されると、王浚は安北将軍に昇進した。王浚は自身の安全を考慮して非漢民族と修好を深めることにし、娘の一人を段部の大人段務勿塵に、もう一人を宇文部の宗族宇文素延 にそれぞれ嫁がせ、幽州での地盤確立に努めた。

### 司馬穎・司馬顒を鎮圧
太安2年（303年）7月より、司馬顒・司馬穎は結託して当時朝廷の第一人者であった長沙王司馬乂を排斥せんとしており、永安元年（304年）1月には内戦の末に洛陽を陥落させて恵帝の身柄を奪い、司馬乂を殺害した。これを聞いた王浚は司馬穎らの横暴に大いに憤り、これを討伐しようと考えるようになった。司馬穎もまた司馬倫討伐の一件で王浚を恨んでおり、同年7月には腹心の右司馬和演を幽州刺史に任じ、彼に密かに命を下して王浚の暗殺を命じた。しかし和演の協力者であった烏桓単于の審登は、和演を裏切ってこの計画を王浚にばらしてしまった。このため王浚は和演を捕えて斬殺し、これにより幽州全域を自ら領有する事となった。さらに武具・兵器を整備すると、段部の大人段務勿塵・烏桓の大人羯朱・東嬴公司馬騰と共に挙兵し、胡人・漢人合わせて2万人を率いて司馬穎の本拠地である鄴へ侵攻した。
司馬穎は北中郎将王斌と石超に迎撃を命じたが、王浚は司馬騰と軍を合わせて王斌を撃ち、これを大破した。さらに平棘へ侵攻し、主簿祁弘を前鋒として石超を撃ち破ると、勝ちに乗じて進撃を続けた。司馬穎は大いに恐れて鄴を放棄し、恵帝を伴って洛陽へ遁走した。王浚は鄴に入城すると、羯朱に司馬穎追撃を命じて朝歌まで進軍させたが、間に合わなかった。この時、配下の将兵は鄴城内で大々的に略奪を行い、多数の民衆が命を落としたという。また、薊城へ帰還する際、鮮卑の兵は婦女を多数誘拐したが、王浚は婦女を匿う者は切り捨てると宣言したので、実に八千人余りが殺されて易水に沈められた。その後、幽州に帰還すると、この業績によりその声望はますます盛んとなった。
11月、司馬顒配下の張方は恵帝を無理やり洛陽から連れ出し、司馬顒の本拠地である長安へ連れ去った。永興2年（305年）7月、王浚は范陽王司馬虓・東平王司馬楙らと共に東海王司馬越を盟主に奉じ、恵帝奪還と司馬顒打倒を掲げて挙兵した。12月、司馬虓が司馬顒一派の豫州刺史劉喬に敗れて河北に逃れてくると、王浚はこれに応じて騎兵八百を分け与え、司馬虓はこれにより勢いを盛り返し劉喬の軍勢を散亡させた。さらに王浚は祁弘に烏桓突騎を与えて司馬越軍の先鋒とし、長安攻略を援護させた。祁弘は討伐軍の先鋒として主体的な役割を果たし、司馬顒の軍勢を尽く返り討ちにし、長安攻略と恵帝奪還を成し遂げた。だが、ここでも配下の鮮卑兵は略奪・暴行を行い、2万人余りの民衆が犠牲となったという。
光熙元年（306年）8月、王浚は功績により都督東夷河北諸軍事・驃騎大将軍・幽州刺史に任じられ、博陵に加えて燕国を封国として与えられた。内戦に敗北した司馬穎・司馬顒は、いずれもその後暗殺され死亡した。永嘉元年（307年）1月、懐帝が即位すると、司空・領烏桓校尉に昇進した。王浚は上表して段務勿塵を遼西公に封じ、段部の傍系である大飄滑と弟の渇末別部大屠瓫らをみな親晋王に封じた。

### 石勒との闘い
永嘉2年（308年）2月、当時并州にて匈奴攣鞮部の劉淵が建国していた、漢（後の前趙）の輔漢将軍の石勒の軍が常山へと襲来したが、王浚は段部の段文鴦を派遣してこれを返り討ちにし、南陽へ敗走させた。永嘉3年（309年）9月、石勒が再び常山に襲来し、中山・博陵・高陽の各県へ諸将を派遣して数万人を降伏させた。王浚は主簿の祁弘と段部の大人段務勿塵らに10万を超える騎兵を指揮させ、石勒の討伐に乗り出した。祁弘は石勒と飛龍山（現在の河北省石家荘市元氏県の北西）で一戦を交え、1万以上の兵を討ち取る大勝を挙げ、石勒を黎陽まで退却させた。11月、石勒は信都へと軍を転進させ、冀州刺史の王斌を討ち取った。これに乗じ、王浚は冀州刺史の地位も代行するようになった。
10月、西晋の并州刺史の劉琨は同盟を結んでいた拓跋部の大人拓跋猗盧を、大単于・代公に封じるよう朝廷へ上表した。だが、代郡は幽州に属していたので、王浚は代郡を開け渡す事を拒絶し、兵を繰りだして拓跋猗盧を攻撃したが、返り討ちに遭った。これ以来、王浚と劉琨は敵対するようになった。永嘉5年（311年）5月には詔により大司馬に任じられ、侍中・大都督・冀幽二州諸軍事を加えられたが、その使者が派遣される前に前趙の攻勢により洛陽は陥落した。
7月、王浚は祭壇を築いて皇太子（名は記されておらず、誰なのかは不明）を独断で擁立した。また、朝廷より詔を受けて承制（皇帝に代わって諸侯や守相を任命する事）の権限を与えられたと主張し、百官を任命して琅邪王司馬睿（後の東晋の元帝）に対しても大将軍の官位を授与した。また棗拠の子の棗嵩を監司冀并兗四州諸軍事・行安北将軍に、乞活の田徽を兗州刺史に、同じく乞活の李惲を青州刺史に任じた。これ以降は自らの独断で、前趙征伐を実施するようになった。当時、劉琨の統治する并州は前趙の猛攻に晒されており、その難を避けて王浚の下に帰順する民衆も多かった。こうした事態に際して、王浚と劉琨の間で現地住民の奪い合いを巡る武力衝突が生じ、これにより両者の溝は益々深まった。同月、王浚は妻の兄弟の崔毖を東夷校尉に任じて遼東に赴任させ、その影響力を東にも広げようとした。
永嘉6年（312年）7月、石勒が襄国へ進出してこれを本拠地とし、幽州攻略を窺うようになった。これに対し王浚は12月、石勒が配下の将兵を苑郷の攻略に派遣した隙を突いて、督護の王昌・中山郡太守の阮豹らを派遣して襄国の攻略を命じた。さらに段部の段疾陸眷・段末波・段匹磾・段文鴦らもまた、5万余りの兵を率いて王昌と共に襄国へ進撃した。しかし石勒の伏兵策により段部の段末波が生け捕られると、段部の軍は前趙と講和を結んで撤退したためこの作戦は失敗し、以降段部は王浚とは距離を置くようになった。同月、苑郷を守っていた游綸・張豺もまた王浚の敗北を知り、石勒に帰順した。さらに同年とその北年の内には、主簿の祁弘や冀州刺史の王象・青州刺史の李惲らも石勒の軍に討ち取られた。
建興元年（313年）4月、王浚は再び石勒の討伐を計画したが、この際に王浚が召集した段疾陸眷はかねてより王浚と距離を取っており、次第に王浚に誅殺されることを懸念するようになっていた。また石勒からも手厚い賄賂を受け取った事から、この召集を拒否したため、討伐作戦は実施されなかった。王浚は激怒し、拓跋部の大人拓跋猗盧・慕容部の大人慕容廆らと共同して段部を攻撃したが、拓跋部の軍は返り討ちに遭い、慕容部の軍もまた撤退した。5月、石勒配下の孔萇が定陵へ侵攻し、王浚が任じた兗州刺史である田徽は敗れて戦死した。これにより、王浚が任じた青州刺史である薄盛は勃海郡太守の劉既を捕らえると、5千戸を引き連れて石勒に帰順した。これにより、山東の郡県は相次いで石勒の手に落ちた。烏桓の審広・漸裳・郝襲もまた王浚に見切りを付け、密かに石勒に使者を派遣して帰順した。これにより王浚の影響力は大きく減衰した。

### 帝位を狙う
西晋は洛陽を失陥して以降、懐帝は平陽において捕らわれの身となっていたが、313年1月に処刑された。王浚はこの件以来、次第に自ら帝位に即こうと企むようになった。配下の胡矩は強く反対したが、王浚は怒って魏郡太守に任じて遠ざけた。前勃海郡太守の劉亮・従子の北海郡太守の王搏・司空掾の高柔らもまた厳しく諌めたが、王浚は怒って彼らを皆誅殺した。また、以前より嫌っていた長史王悌も理由をつけて殺した。燕国出身の霍原は北方における名士であったが、王浚が帝位僭称について相談しても答えなかったので、敵国と通じていたとして殺害し、その首級を晒し首とした。従事の韓咸は遼西郡の柳城を統治しており、彼は盛んに慕容廆が良く士民を慰撫していると称賛し、暗に王浚の振る舞いを諫めようとしたが、王浚の逆鱗に触れて殺害された。
12月、石勒は舎人の王子春・董肇に多くの珍宝を持たせて王浚の下へと派遣し、王浚を天子に推戴すると称して、「晋朝の綱紀の緩みにより天下は混乱に陥り、皇室は凋落して江南に逃げ延びたため、中原からは主がいなくなり庶民らは頼みとするものがありません。殿下は身分も高く人望も有しており、四海（国内）を纏め上げて帝王となり得る者は殿下をおいて他にはおりません」との上表文を送った。これらは全て王浚の油断を誘うための偽りの申し出であったが、この頃には王浚の陣営からは多くの者が離れていたため、王浚は石勒の申し出を大いに喜んだ。しかしこれが本心かどうか計りかねていたので、石勒の使者を呼び寄せてこの事を尋ねると、石勒の使者は「かつて陳嬰が辺境を支配しても王とならず、韓信が項羽との争いにおいて力を得ても劉邦からの独立を図らなかったのは、智力だけでは帝王の座を争う事は出来ないと知っていたからです。楚の項羽や新末の公孫述らの没落は遠い過去の事ではなく、石将軍はそれをよく理解しているのです。古より胡人で名臣であった者は実際におりましたが、帝王となったものは未だ一人もおりません。石将軍は帝王となって妬まれる事を善しとせず、だからこそ殿下に帝王を譲るのです」と答えた。この答えに王浚は更に喜びを深くし、王子春らを列侯に封じた。そして、すぐさま石勒の下に使者を派遣し、贈り物を渡して返礼とした。
王浚の承制により側近らはみな昇進を果たしていたが、司馬の游統だけは中央から遠ざけられて范陽の統治を命じられていた。游統はこれに怨みを抱き、王浚を見限って石勒に帰順しようと考え、密かに使者を出した。だが、石勒は使者の首を刎ねると、その首を王浚の下へと送り届けて自らの誠実さを示した。王浚は游統を罪に問わなかったが、ますます石勒の忠誠を信じるようになり、その忠義を疑う事は二度となかった。また、建興2年（314年）1月に王浚は石勒への使者を派遣したが、石勒は予め勇猛な兵や精巧な武具・兵器を見えないよう隠しておくよう命じ、替わりに弱った兵や空虚な府庫のみを王浚の使者に見せつけた。また石勒は使者の前でも王浚に深い敬意を示す素振りを示したため、使者は薊城に帰還すると「石勒の形勢は寡弱であり、その忠誠に二心は無いでしょう」と王浚へ告げた。これに王浚は大いに喜び、益々石勒への信頼の度を強めると共に、さらに増長して備えを怠るようになった。

### 最期
2月、石勒は軽騎兵を率いて幽州を急襲すべく出陣し、表向きは王浚を奉戴する為と偽った。
3月、石勒軍が易水まで進軍すると、王浚の督護の孫緯は薊城へ急報を知らせると共に、軍を繰り出して防ごうとしたが、石勒に寝返ろうと考えていた游統が反対した事により軍を動かせなかった。石勒到来が薊城にも知れ渡ると、王浚の将士はみな「胡（石勒）とは貪欲であり、そこに信義などありません。必ずや詭計を有しております。どうかこれを迎え撃たせてください」と求めたが、王浚は「石公がここまで来たのは、正に我を奉戴しようとせんがためである。これ以上これを撃つなどと言う者はこの場で斬る！」と怒鳴った為、諸将は口をつぐんだ。王浚は石勒を持て成す為に宴席を設けるよう命じ、その到着を待った。
石勒は早朝に薊に至ると、門番に命じて開門させた。また、兵が潜んでいるのではないかと疑い、王浚に献上する礼物であると偽ってまず牛や羊数千頭を駆け込ませ、 街道を埋め尽くす事でもし伏兵がいても身動きが取れないようにした。この事態に王浚は初めて不信感を抱き、驚き戸惑って完全に冷静を失った。さらに石勒は入城するや兵を放って略奪を行わせ、ここに至って王浚の側近は兵を繰り出して対処する事を求めたが、彼はそれでも許可を出さなかった。石勒はそのまま庁堂（政務を行う官府）に入殿すると、流石の王浚も恐れて逃亡を図ったが、石勒の配下に捕らえられた。その後、王浚は妻と共に石勒の前に連れて来られると王浚は「胡奴如きが及公（目下の者へ向けて使う一人称）を謀るとは。どうしてこのような凶逆をなすか！」と罵ったが、石勒は記室参軍徐光を介して ｢君の位は高く、爵は上公に列せられていた。幽都と言う精強な国に拠り、その勢力は突騎の郷である燕の地を全て跨ぎ、強兵を手中にしていた。しかし、京師（洛陽・長安）が陥落しようとしているにもかかわらず、ただ傍観するだけで天子を救おうともせず、あまつさえ自ら取って代わろうとしていたな。何と凶逆であろうか！また、姦暴（暴虐）なる者にほしいままにさせ、百姓を虐げ、忠良の士を殺害した。己の欲望のままに行動し、毒を燕の地に蔓延させた。これが誰の罪と思うか！お前を残していても、天のためにはならぬ」と王浚と責め立てさせた。また、民衆が餓えているのにもかかわらず、穀物五十万石を溜め込んだまま振給しなかったことも併せて咎めた。
その後、石勒は将軍の王洛生に騎兵500を与え、王浚を襄国まで護送させた。その途上、王浚は隙を見て自ら水に身を投じて自殺を図るもあえなく引き上げられた。そして襄国まで連行され、石勒が帰還した後に市場に引きずり出されて首を刎ねられた。最後まで屈することなく死の直前まで大いに罵り続けたという。王浚の精兵1万人もまた処刑され、側近大臣の大半も誅殺されたが、ただ荀綽・裴憲だけは抜擢され、取り立てられた。
王浚には男子はおらず、その家系は途絶える事となった。
太元2年（377年）、東晋の孝武帝は詔を下し、王沈の従孫である王道素を博陵公に封じ、後継とした。王道素が没すると、子の王崇が継いだ。義熙11年（415年）には東莞郡公に改封されたが、南朝宋が樹立するに及び、国は除かれた。
後趙の天王后杜珠（第3代皇帝の石虎の皇后）は、初め王浚の家妓であったという。

## 治世
王浚の政治は苛酷であり、その将軍や官吏にも貪欲にして殘虐な者が多かった。彼らは広く山沢を占有し、田に水を引き入れる為に人墓を潰すような事は常であった。
中原が乱れるようになると、大量の流民が王浚を頼って到来した。だが、王浚の政法は整っておらず、また物資の徴発や労役は甚だ多く、彼らをうまく慰撫できなかった。その為、流民はみな堪えられず、遼西に割拠する慕容廆へ亡命する者が多発したという。また、帝位を目論むようになるにつれ、日増しに驕りたかぶって政務を顧みなくなり、任じられた官僚たちもまた苛酷に振る舞う小人であり、特に棗嵩・朱碩の貪欲・横暴ぶりは甚だ酷かったという。頼みとしていた段部・烏桓にもみな背かれ、更には旱害や蝗害も多発した事でその勢力は衰微し、遂に石勒に併呑される事になったのだという。

## 逸話
- 建興元年（313年）末、北部の州では謡が流行り、その内容は『府中赫赫、朱丘伯。十嚢・五嚢、入棗郎（府庫の中は朱丘伯（朱碩の字）により盛んとなり、そのうち半分の嚢（財物を入れる袋）が棗郎（王浚の娘婿である棗嵩）の懐に入る）』というものだった。王浚はこの童謡を聞くと棗嵩を呼び出して責め立てたが、罰する事はしなかった。
- また同時期に謡が流行り、その内容は『幽州城門似蔵戸、中有伏屍王彭祖（幽州の城門は蔵戸であり、中には王彭祖（王浚）の屍が収められている）』というものだった。また、狐が役所の門に座ったり、雉が役所の中に入り込んだという奇怪な事が起こったと記されている。いずれも王浚の死を暗示するものと思われる。